# العلاقات المالاوية النيوزيلندية
العلاقات المالاوية النيوزيلندية هي العلاقات الثنائية التي تجمع بين مالاوي ونيوزيلندا.

## مقارنة بين البلدين
هذه مقارنة عامة ومرجعية للدولتين:
| وجه المقارنة                                              | مالاوي                     | نيوزيلندا                                              |
| --------------------------------------------------------- | -------------------------- | ------------------------------------------------------ |
| المساحة (كم2)                                             | 118.48 ألف                 | 268.02 ألف                                             |
| عدد السكان (نسمة)                                         | 18.62 مليون                | 4.24 مليون                                             |
| الكثافة السكانية (ن./كم²)                                 | 157.16                     | 15.82                                                  |
| العاصمة                                                   | ليلونغوي، زومبا            | ويلينغتون، أوكلاند                                     |
| اللغة الرسمية                                             | لغة إنجليزية، لغة الشيشيوا | لغة إنجليزية، اللغة الماورية، لغة الإشارة النيوزيلندية |
| العملة                                                    | كواشا ملاوية               | دولار نيوزيلندي، الجنيه النيوزيلندي                    |
| الناتج المحلي الإجمالي (بليون دولار)                      | 6.30 مليار                 | 205.85 مليار                                           |
| الناتج المحلي الإجمالي (تعادل القوة الشرائية) بليون دولار | 22.43 مليار                |                                                        |
| الناتج المحلي الإجمالي الاسمي للفرد دولار أمريكي          | 338                        |                                                        |
| الناتج المحلي الإجمالي للفرد دولار أمريكي                 | 1.20 ألف                   |                                                        |
| مؤشر التنمية البشرية                                      | 0.445                      | 0.914                                                  |
| رمز المكالمات الدولي                                      | +265                       | +64                                                    |
| رمز الإنترنت                                              | .mw                        | .nz                                                    |
| المنطقة الزمنية                                           | ت ع م+02:00                | ت ع م+13:00، ت ع م+12:00                               |

## منظمات دولية مشتركة
يشترك البلدان في عضوية مجموعة من المنظمات الدولية، منها:
| علم المنظمة | اسم المنظمة                               | تاريخ انضمام مالاوي | تاريخ انضمام نيوزيلندا |
| ----------- | ----------------------------------------- | ------------------- | ---------------------- |
|             | البنك الدولي للإنشاء والتعمير             | 19 يوليو 1965       | 31 أغسطس 1961          |
|             | منظمة التجارة العالمية                    | ?                   | ?                      |
|             | المركز الدولي لتسوية المنازعات الاستشارية | 14 أكتوبر 1966      | 2 مايو 1980            |
|             | منظمة حظر الأسلحة الكيميائية              | ?                   | ?                      |
|             | الأمم المتحدة                             | 1 ديسمبر 1964       | 24 أكتوبر 1945         |
|             | منظمة الشرطة الجنائية الدولية             | ?                   | ?                      |
|             | وكالة ضمان الاستثمار متعدد الأطراف        | 12 أبريل 1988       | 22 أبريل 2008          |
|             | يونسكو                                    | 27 أكتوبر 1964      | 4 نوفمبر 1946          |
|             | مؤسسة التنمية الدولية                     | 19 يوليو 1965       | 1 أكتوبر 1974          |
|             | مؤسسة التمويل الدولية                     | 19 يوليو 1965       | 31 أغسطس 1961          |
|             | الاتحاد البريدي العالمي                   | ?                   | ?                      |
|             | دول الكومنولث                             | ?                   | ?                      |
|             | الاتحاد الدولي للاتصالات                  | 19 فبراير 1965      | 3 يونيو 1878           |

## وصلات خارجية
- موقع وزارة الخارجية النيوزيلندية